# アドゥアトゥカの戦い
アドゥアトゥカの戦い（アドゥアトゥカのたたかい、フランス語: Bataille d'Aduatuca）、もしくはアンビオリクスの反乱（英語: Ambiorix's revolt）は、紀元前54年にエブロネス族の族長アンビオリクス率いるガリア人と、ガイウス・ユリウス・カエサル麾下でクィントゥス・ティトゥリウス・サビヌスらが指揮を執るローマ軍との間に起きた戦闘。ガリア戦争における一局地戦である。

## 経過
紀元前54年、ブリタンニア遠征を終えて、ガリアへ戻ったカエサルは麾下のローマ軍団をガリア各地へと派遣・冬営させることを決めた。
その内のローマ軍第14軍団及び歩兵（コホルス）5個大隊は冬営地がレヌス川（現：ライン川）とモサ川（現：マース川）に挟まれたエブロネス族領内のアドゥアトゥカ（現：トンゲレン）となり、クィントゥス・ティトゥリウス・サビヌスとルキウス・アウルンクレイウス・コッタがレガトゥス（総督代理）に任じられた。

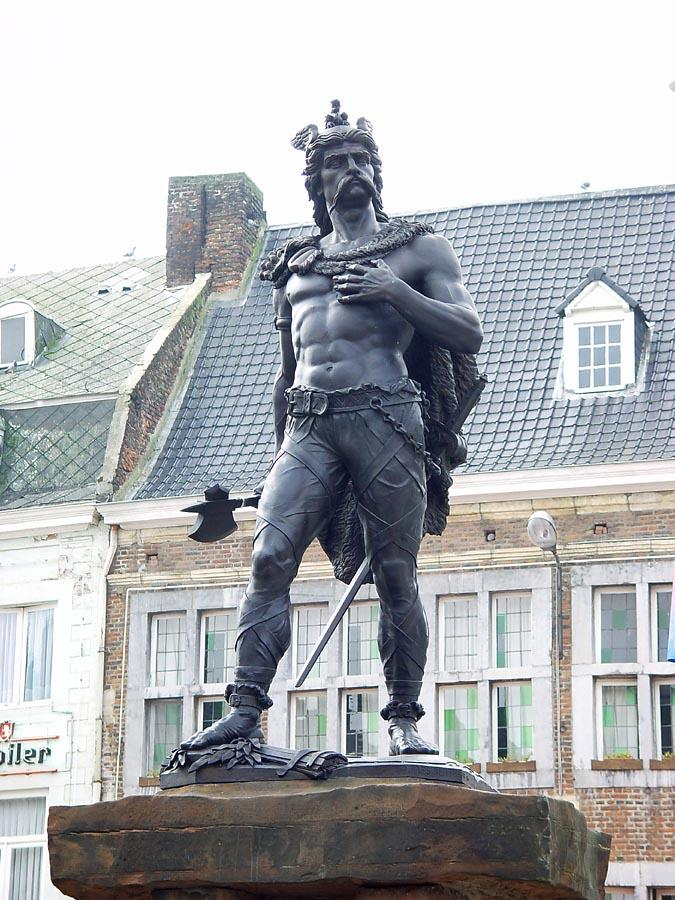
アンビオリクス

エブロネス族の首長であったアンビオリクスとカトゥウオルコス（CATVVOLCOS）は、突如としてサビヌスらのいる冬営地を攻撃した。しかしローマ軍は守りを固めて、犠牲を最小限に止めることに成功した。
アンビオリクスは劣勢を悟ったこともあり、ローマ軍に対し今回の攻撃に関して釈明した上で、「ゲルマン人やガリア人が攻撃を仕掛けてくるとの情報があり、それに対抗するにはサビヌスらの軍の近隣に駐屯しているクィントゥス・トゥッリウス・キケロやティトゥス・ラビエヌスらの軍に合流した方が良く、仮に移動するのであればエブロネス族の領土内を通過することを許可し、サポートも行う」と交渉を持ちかけた。
サビヌスとコッタはアンビオリクスの提案を持ち帰った上で、夜に行われたローマ軍の会議において受け入れるべきかを議論した。それぞれの主張は、サビヌスが「アンビオリクスを信じてその提案を受け入れてキケロらの軍へと合流すべき」というもの、一方でコッタや多くのケントゥリオン（百人隊長）は「カエサルの命令無しで立退くべきでは無い」とするものであった。両者の考えは大きく相違したものの、配下の兵士らより「内部での確執は避け、意見を集約すべきだ」との提案があったことから、コッタが折れて、サビヌスの提案が方針として決まった。
ローマ軍は冬営地を夜明けとともに出発したものの、輜重や荷物が多かったため、移動速度も緩慢であった。ローマ軍が深い谷底へと足を踏み入れたとき、森の中に潜んでいたエブロネス族が突如、前後左右からローマ軍に対して攻撃を仕掛けてきた。コッタらは兵士に応戦すべく輜重を捨てて円陣を組むように指示したが、ローマ軍は大混乱に陥り、エブロネス族側の周到な作戦もあって、多くのローマ軍兵士が殺害された。
戦いの中でサビヌスはアンビオリクスに降伏したがエブロネス族の陣中で殺害され、コッタは戦死した。結局、ラビエヌスの駐屯地へ一報を知らせた一部兵士が辛うじて逃れたのみで、事実上ローマ第14軍団は壊滅状態となった。

## 影響
この知らせはローマ国内にも波紋を与え、マルクス・ポルキウス・カトら反カエサルの一部の元老院派はカエサルを強い口調で批判した。
アンビオリクスはローマ軍団1軍団を壊滅させたことを受けて、他のガリア・ベルガエ人らを煽動し、ネルウィ族やトレウェリ族、セノネス族らがそれに呼応して挙兵、ネルウィ族はクィントゥス・トゥッリウス・キケロが駐留する冬営地を襲撃した。カエサルにとって、1個軍団の喪失というガリア戦争開始以来最大規模の打撃となった。
キケロはガリア・ベルガエ人の襲撃をカエサルの援軍到着まで持ちこたえ、翌年の紀元前53年にカエサルは報復としてエブロネス族を襲撃、敗れたアンビオリクスは逃亡、もう1人の族長カタウウォルクスは自殺、以後エブロネス族の抵抗は無くなった。しかし、大半のガリア人はローマに対する抵抗を続け、紀元前52年にアルウェルニ族のウェルキンゲトリクスが首長としてカエサルと全面対決に踏み切ることになる。